# Berliner Neueste Nachrichten
Die Berliner Neuesten Nachrichten waren eine deutschnationale  Tageszeitung in Berlin von 1881 bis 1919.

## Geschichte
1881 erschien die erste Ausgabe der Berliner Neuesten Nachrichten. Sie war deutschnational ausgerichtet und wurde auch von Industriellen finanziell unterstützt. Sie hatte zahlreiche Beilagen, die eine breitere Leserschaft ansprechen sollten, wie Der Hausfreund, Die Frau, Die Hausfrau und die Mode, Mode und Handarbeit, Illustriertes Modenblatt, Landwirtschaftliche Nachrichten, Land- und Hauswirtschaft, Allgemeine Zeitung für Landwirtschaft und Gartenbau, Produkten- und Waaren-Markt-Bericht, Verlosungsblatt, Deutscher Rechtsspiegel und Humoristisches Echo.
Ansonsten sind über die Mitarbeiter und die Strukturen nur wenige Angaben feststellbar.
Otto Runge war leitender Redakteur, bevor er 1902 zur Norddeutschen wechselte. Franziska Blumenreich schrieb einige Artikel für die Frauenbeilage.
Am 30. Juni 1919 erschien die letzte Ausgabe. Danach wurden die Abonnenten an die deutschnationale und antisemitische Tageszeitung  Die Post weitergeleitet. Diese musste 1921 ebenfalls ihr Erscheinen einstellen.